# ミラノ音楽院
ミラノ音楽院、またはジュゼッペ・ヴェルディ音楽院（みらのおんがくいん、イタリア語: Conservatorio di Milano または Conservatorio di Musica "Giuseppe Verdi" di Milano）は、イタリア、ミラノにある国立の音楽大学である。1807年に設立された。

## 概要
ミラノがナポレオンにより統治されていたイタリア王国時代の1807年、政令により音楽院が設立され、翌年の1808年、サンタマリア・デッラ・パッシオーネ教会の回廊に敷地を設け正式に開校した。
開校以来、ジャコモ・プッチーニ、ピエトロ・マスカーニ、ブルーノ・マデルナ、ルチアーノ・ベリオ、アルトゥーロ・ベネデッティ・ミケランジェリ、マウリツィオ・ポリーニ、ブルーノ・カニーノ、クラウディオ・アバド、リッカルド・シャイー、ダニエレ・ガッティなどの著名な音楽家を輩出し続けている。教鞭を執ってきた著名な教授陣としては、イルデブランド・ピツェッティ、フランコ・ドナトーニ、ピエトロ・スカルピーニ、アントニーノ・ヴォットー、リッカルド・ムーティらがいる。
クラシックはもちろん古楽や電子音楽、近年ではジャズやポップスのコースも開講され、広範囲な音楽分野を学ぶことができる。また、毎月のように世界的な音楽家のマスタークラスが開催される等、現在でもイタリアで最も卓越した音楽の養成学校とされる。

## 出身者、著名な教授
出身者、著名な教授の詳細はミラノ音楽院の人物一覧、Category:ミラノ音楽院出身の人物を参照のこと。

## ホール
同校の施設には、大小2つのコンサートホールがある。1908年に建設されたヴェルディ・ホールの客席数は1580席。ホールロビーにはヴェルディの自筆譜や書簡、トスカニーニの指揮棒や燕尾服、世界中の貴重な楽器が展示されている。1952年に建設されたプッチーニ・ホールは450席である。両会場では毎日のように学生やプロによるオーケストラやリサイタル、室内楽のコンサートが開催されている。

## 図書館
1808年に設立され、現在蔵書数は5万冊超えている。書庫には中世の写本や自筆譜、書簡等の貴重な資料が数多く保管されており、イタリア音楽の歴史的および科学的研究における豊かな情報源の１つとなっている。